# Paul Kiès
Paul Charles Joseph Kiès (Amsterdam, 13 april 1895 - Amsterdam, 10 juli 1968) was een Nederlands sociaaldemocratisch politicus, die zich in de Tweede Wereldoorlog aan collaboratie schuldig maakte.
Kiès maakte aanvankelijk carrière in het leger, maar kwam daar tot strubbelingen, onder meer omdat hij sterke afslanking van het leger voorstond omdat het kleine Nederlandse grondgebied in geval van oorlog volgens hem toch onverdedigbaar zou zijn. In 1926 werd hij, als eerste beroepsofficier, lid van de SDAP, en in 1927 kreeg hij op eigen verzoek als eerste luitenant eervol ontslag uit het leger. In de volgende jaren was hij op diverse terreinen actief binnen de SDAP, en toonde zich daarbij een groot spreker, maar ook iemand die een aantal projecten zag mislukken door financieel mismanagement.
In 1932 werd Kiès door diverse Friese afdelingen naar voren geschoven als vervanger van het overleden Tweede Kamerlid Goswijn Sannes. Uiteindelijk wist het partijbestuur, dat Kiès niet geschikt vond als volksvertegenwoordiger, de Friezen ertoe te bewegen nog 4 jaar te wachten. In 1936 werd daarop Friesland voor de kandidaatstelling samengevoegd met Groningen en Drenthe. Kiès, die erg populair was in Friesland, maar niet in de andere twee provincies, werd hierdoor niet hoger geplaatst dan de voorgestelde tiende plaats (de drie provincies zouden drie zetels toebedeeld krijgen), en ook een voorkeurstemmenactie mislukte.
In het najaar van 1937 zocht Kiès toenadering tot de CPN. Dit, en Kiès' bewondering voor het Rode Leger, leidden tot verdere vervreemding van de partijleiding, en Kiès werd met enkele aanhangers geroyeerd. Kiès en zijn aanhangers richtten vervolgens een eigen vereniging op, Het Vrije Woord, later hernoemd tot de Troelstra Beweging Nederland. 2000 leden, een kwart van de Friese SDAP, stapte over op deze nieuwe partij. Bij de verkiezingen voor de Provinciale Staten in 1939 haalde de partij in Friesland twee zetels.
Bij de Duitse inval in mei 1940 werd Kiès evenals prominente leden van nationaalsocialistische partijen geïnterneerd. Hierna ging Kiès meteen over tot collaboratie. Leden van de TBN die hierin weigerden mee te gaan, werden geroyeerd. Een poging tot samengaan met de NSB mislukte, maar in 1941 ging het restant van de TBN (enkele honderden leden die persoonlijk trouw aan Kiès bleven) op in de NSNAP-Rappard. Na het verbod op de NSNAP eind 1941 was Kiès' rol grotendeels uitgespeeld, maar hij verleende nog een aantal malen zijn diensten aan de bezetter.
In mei 1945 werd Kiès gearresteerd, en vanwege zijn collaboratie werd hij in 1948 tot 20 jaar gevangenisstraf veroordeeld.